# Casona de San Fernando
El conjunto formado por La Casona y Jardines de San Fernando, antes El Robado, está situado en el término municipal de Puerto de la Cruz, en el Valle de La Orotava, isla de Tenerife (Canarias, España). Constituye un ejemplar de la arquitectura inglesa a finales del siglo XIX y consecuentemente representativa de la implantación cultural británica en el municipio norteño de Puerto de la Cruz. Sus materiales originales son nobles (piedra y madera), tratados con procedimientos artesanales. El saneamiento y las instalaciones de la edificación corresponden a un periodo excepcional de la tecnología británica en fase de expansión. 
Es Bien de Interés Cultural, con categoría de Monumento, desde 1996.

## Descripción
La casa original fue construida enteramente con piedra de cantera local, en dos plantas y varios accesos (principal y servidumbre), siendo su distribución a la manera tradicional de las casas de campo inglesas (hall, salón principal, de lectura, biblioteca, cocinas, habitaciones del servicio, comedor, escalera de servicio y principal, dormitorios, baños, aseos, etc.). Su techo se recubrió con láminas de pizarra, importadas de Gran Bretaña. Asimismo, se trajo a un especialista en fontanería, el señor Ernest Uren, el cual realizó un trabajo que, aun hoy, sigue asombrando. La Casona presenta una obra de fábrica que llama la atención con detalles, como la obra de encofrado entre las juntas de piedra, que son realmente artísticas, o el hogar (chimenea) de las grandes habitaciones recubierto en mármol o madera, que denotan el cuidado exquisito con que fue construida la casa. 
Existían varias zonas de césped espaciosas, que se utilizaban para los juegos de croquet (juego inglés que consiste en hacer pasar unas bolas de madera por unos arcos situados en el suelo, golpeándolos con un mazo de madera) y bolos. Había una cancha de tenis, cuyos restos aún pueden observarse, y, por debajo de la casa, grandes huertas. También había jardines especiales dedicados totalmente a plantas y árboles de las islas. 
La labor de captación del turismo, que posteriormente tendría tanta importancia, especialmente británico, se debió en gran parte a la labor que realizaron algunos visitantes que decidieron quedarse y construyeron casas para residir, unos esporádicamente y otros de manera permanente. 
Entre ellos se encontraba el Coronel Owen Peel Wethered, que decidió edificar El Robado, según referencias históricas en el año 1887, tomado ciertamente del nombre de la calle (Bélgica, en la actualidad) que hoy discurre hacia la Clínica Bellevue y que, por aquel entonces, así se denominaba. 
Desde la construcción del inmueble hasta la actualidad se transmitió su propiedad en varias ocasiones, sufriendo alguna modificación durante ese periodo. Así el duque de Peñaranda sustituyó el techo de pizarra por la típica teja canaria y su denominación de El Robado por la de San Fernando.
En 2008 fue devastada por un incendio.